# ۱۴۴۰ (قمری)
۱۴۴۰ قمری، هزاروچهارصدوچهلمین سال در گاه‌شماری هجری قمری قراردادی سالی عادی است.
اول محرم این سال روز چهارشنبه: (۲۱ شهریور ۱۳۹۷ هجری خورشیدی) برابر با ۱۲ سپتامبر ۲۰۱۸ میلادی است.